# Caltex

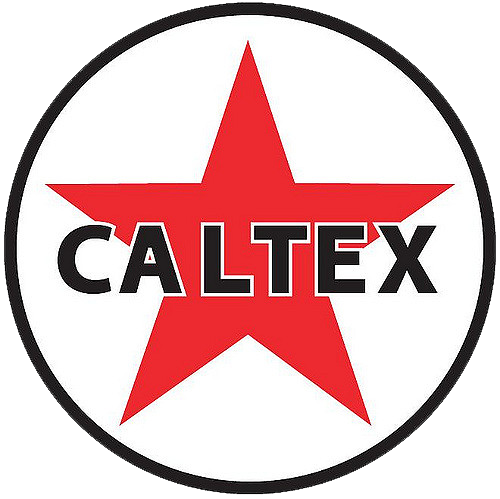

Caltex ist eine Handelsmarke des US-amerikanischen Mineralöl- und Energiekonzerns Chevron Corporation.

## Bedeutung

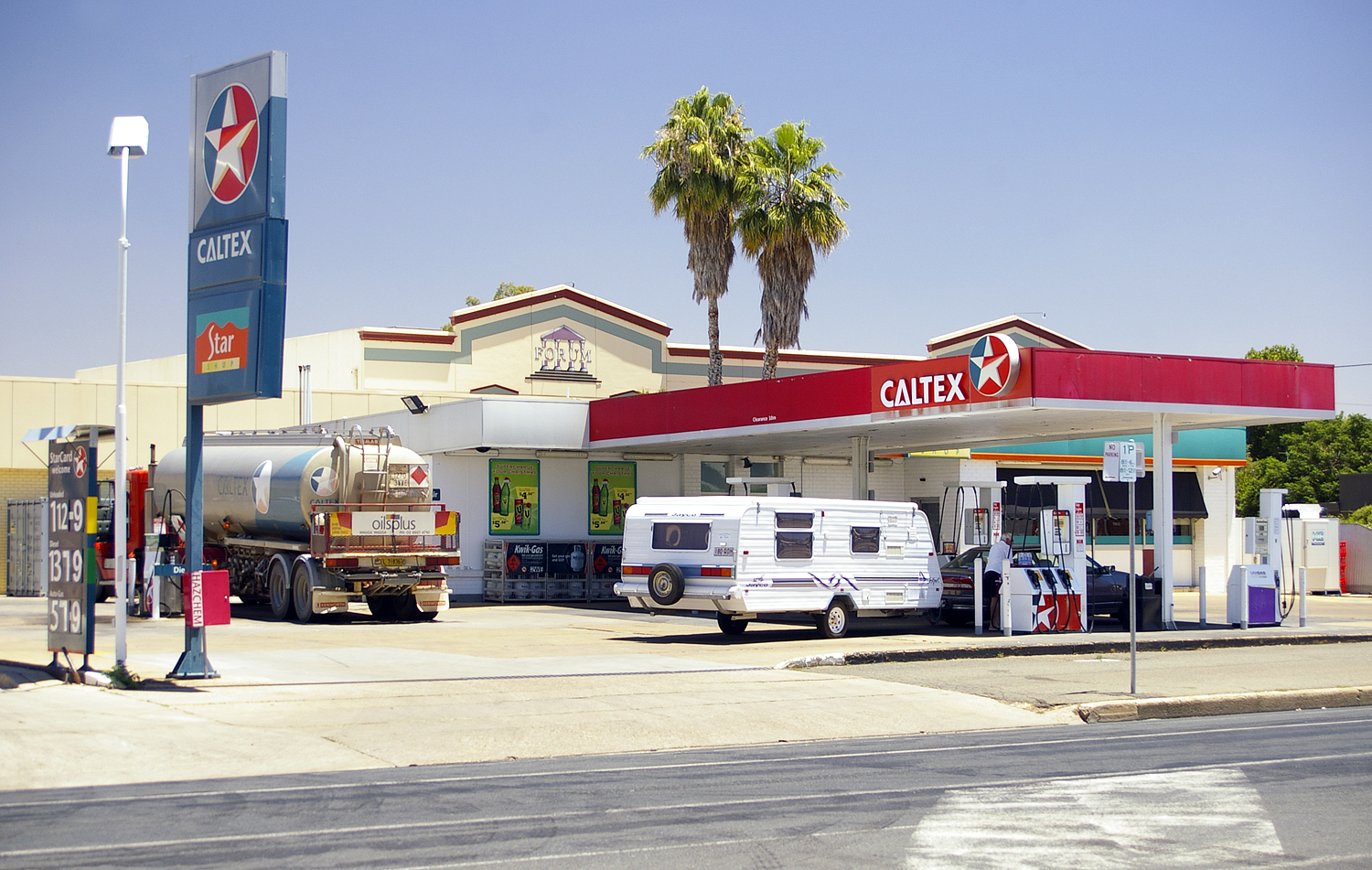
Caltex-Tankstelle in Australien, 2009

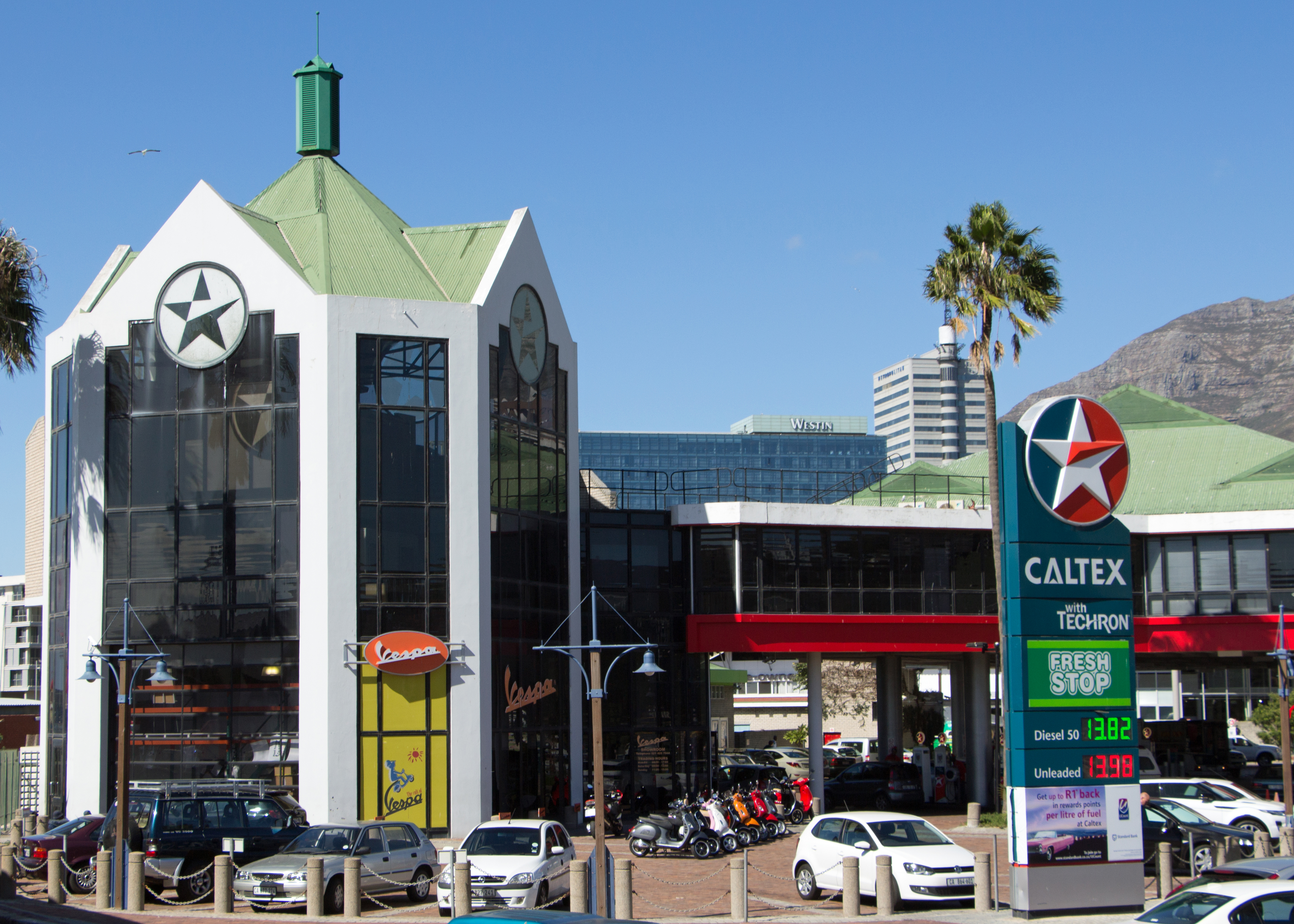
Caltex-Tankstelle in Südafrika, 2014

Eine große Bekanntheit besitzt Caltex im südlichen Afrika sowie im asiatisch-pazifischen Raum vor allem als Tankstellenkette. Die Vermarktung erfolgt durch die Caltex International Pte. Ltd. mit Sitz in Singapur. Seit 2015 ist Caltex in 29 Staaten vertreten. Dazu zählen unter anderem Australien, Neuseeland, Südafrika, China, Indien, Malaysia, Singapur, Südkorea und die Philippinen. In einigen Ländern sind neben Chevron verschiedene Anteilseigner an dem Unternehmen beteiligt, in anderen ist Caltex eine reine Verkaufsmarke.
- In Australien befand sich die Caltex Petroleum Australia Pty. Ltd. zu 50 Prozent im Besitz von Chevron und zu 50 Prozent in dem australischer Aktionären. Im März 2015 verkaufte Chevron seine 50-Prozent-Beteiligung an australische Aktionäre.[3][4] Die Caltex Petroleum Australia Pty. Ltd. ist börsennotiert (ASX-Kürzel CTX). Caltex Australia ist ein eigenständiger Ölkonzern mit unternehmenseigenen Raffinerien, der neben einer eigenen Flotte über ein breit gefächertes Netzwerk an Pipelines, Ölterminals und Lagerstätten verfügt. Mit den Marken Caltex, Caltex Woolworths und Ampol betreibt das Unternehmen eigene Tankstellennetze.[3][4]
- In Indonesien war Caltext Pacific Indonesia tätig und heißt heute Chevron Pacific Indonesia. Die Produkte werden weiter unter dem Namen Caltex vertrieben.
- In Neuseeland wird die Marke Caltex von Z Energy Ltd Astron Energy (Pty) Ltd. unter Lizenz von Chevron betrieben.[5][6]
- In Südafrika wird die Marke Caltex von Astron Energy (Pty) Ltd. unter Lizenz von Chevron betrieben.[7][8]
- In Südkorea befindet sich die GS Caltex Corporation im gemeinsamen Besitz von Chevron und der GS Group.[9] Das Joint Venture ist börsennotiert und verfügt unter anderem über eigene Erdölraffinerien. GS Caltex deckt den größten Teil des koreanischen Ölbedarfs ab, arbeitet gleichfalls über Joint Ventures mit internationalen Unternehmen zusammen und exportiert die Hälfte seiner Ölprodukte in andere Staaten.[9]

## Geschichte

### International
Caltex ist ein Akronym und steht für California Texas Oil Company, ein Unternehmen das 1936 von Texaco und Standard Oil of California gegründet wurde. Ziel der beiden Ölgesellschaften war es, außerhalb der USA nur mit ihrer gemeinsamen Tochter zu operieren, um zusammen mehr Marktanteile in anderen Ländern zu gewinnen.
Die California Texas Oil Company wurde 1968 in Caltex Petroleum Corporation umbenannt. Die Hauptverwaltung befand sich in Dallas. Das europäische Geschäft von Caltex wurde 1969 nach einer Auflage der amerikanischen Kartellbehörde auf die Anteilseigner aufgeteilt. 1984 fusionierte Standard Oil of California mit Gulf Oil und änderte den Firmennamen in Chevron Corporation. 1998 benannte sich die internationale Caltex Petroleum Corporation in Caltex Corp um. 1999 verlegte das Unternehmen seinen Sitz von Dallas nach Singapur. Zwei Jahre später schlossen sich die beiden Muttergesellschaften zu ChevronTexaco zusammen (seit 2005: Chevron Corporation).

### Deutschland

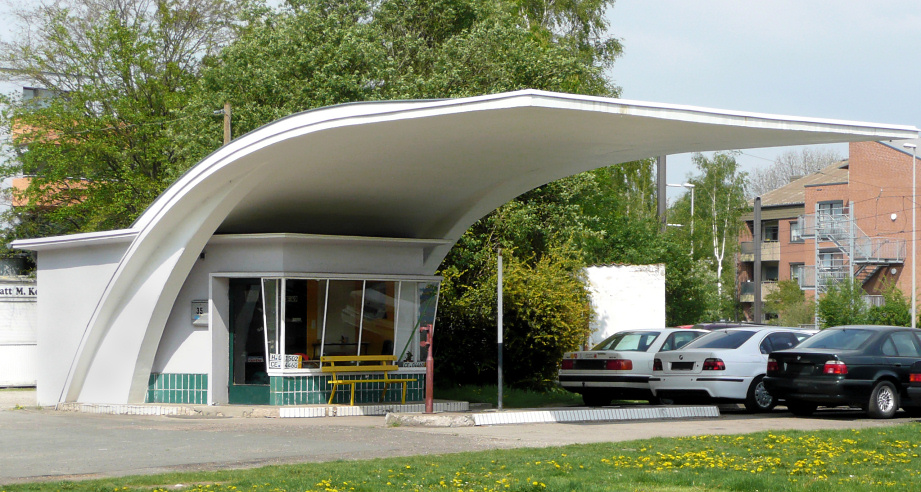
Caltex-Tankstelle des Typ 3 von 1957 in Hannover-Badenstedt

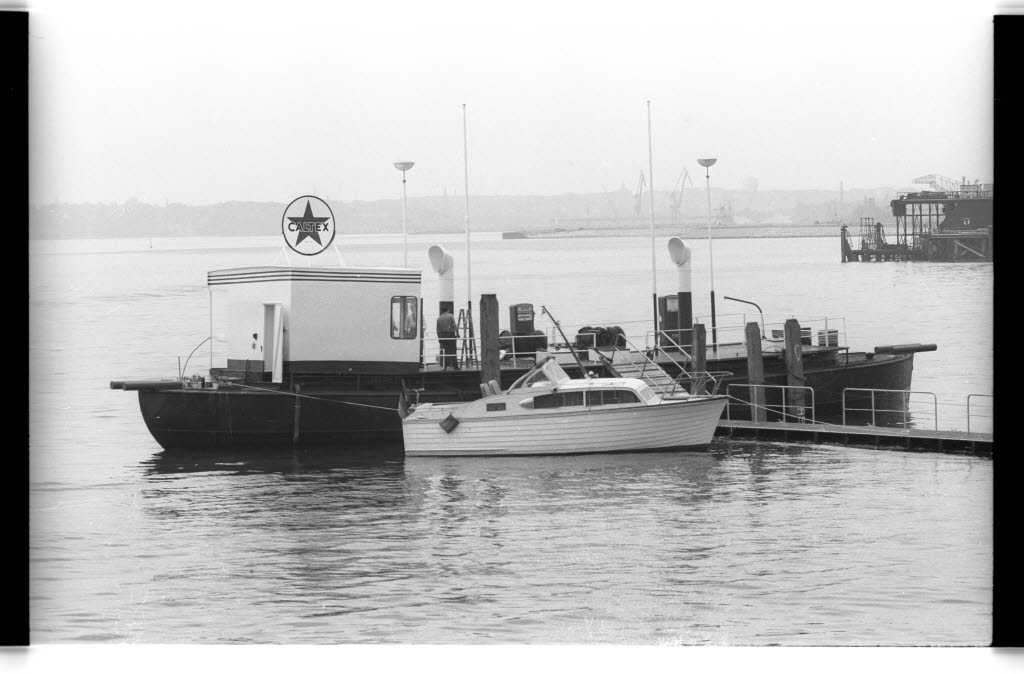
Caltex-Tankboot in der Kieler Förde bei Friedrichsort, 1965

In der Bundesrepublik Deutschland vertrieb die Caltex von 1956 bis 1969 in mehr als 800 Tankstellen Mineralölprodukte über das Tankstellennetz der Tank-Kraft GmbH in Hannover, einer Tochtergesellschaft der Braunkohle-Benzin AG (West-Berlin).
In Deutschland ist die Marke Caltex weiterhin geschützt.

#### Die Typ 3-Tankstelle
Caltex setzte als einer der kleineren Anbieter von Tankstellendienstleistungen auf ein einheitliches und auffallendes Corporate Design, auch hinsichtlich der Gebäude. Der Entwurf für den als Standard verwendeten „Typ W III/3“ fällt vor allem durch sein Flugdach auf, das in weitem Bogen die eigentliche Tankanlage überspannt. Der Entwurf stammt von 1956 und dem Frankfurter Architekten Willy H. Weisensee. Ursprünglich plante Caltex 4000 solcher Typen-Tankstellen zu errichten. Die Angaben zur Zahl der tatsächlich gebauten schwankt zwischen 800 und 1500. Die gewagte und futuristische Architektur verlieh den Stationen einen hohen Wiedererkennungseffekt. Das freitragende Betondach war nur an der Seite, an der sich das Häuschen für den Tankwart befand, verankert und wölbte sich im Übrigen ohne Stützen über die Tankanlage. Zwei dominante Flanken enthielten die Träger, während die eigentliche Dachfläche sehr filigran gestaltet war. Der modulare Bautyp sah immer gleich aus, konnte aber rechts- oder linksseitig durch eine Wagenpflegehalle ergänzt werden. Für den weiß-grünen Anstrich gab es eine genaue Vorschrift zur Gestaltung. Ein gutes Dutzend ehemaliger Caltex-Stationen blieb bis heute erhalten – die meisten überstanden die Zeit mit einer werkstatt- oder zumindest automobilnahen Nutzung.
Erhaltene Anlagen
Die wenigen, noch erhaltenen Anlagen sind heute oft Kulturdenkmäler:
| Ort                  | Bundesland          | Nachnutzung              | Anmerkung     |
| -------------------- | ------------------- | ------------------------ | ------------- |
| Bad Camberg          | Hessen              |                          | [ 17 ]        |
| Erwitte              | Nordrhein-Westfalen | Gebrauchtwagenhandel     | [ 18 ]        |
| Gevelsberg           | Nordrhein-Westfalen |                          | [ 19 ]        |
| Hamburg-Bramfeld     | Hamburg             | KÜS-Prüfstelle           | Kulturdenkmal |
| Hanau-Steinheim      | Hessen              |                          | [ 20 ]        |
| Hannover-Badenstedt  | Niedersachsen       |                          | Kulturdenkmal |
| Hofgeismar           | Hessen              | Verkaufsraum Autohändler | Kulturdenkmal |
| Kleinlinden          | Hessen              | Leerstand                | Kulturdenkmal |
| Nieder-Wöllstadt     | Hessen              |                          | [ 24 ]        |
| Nürnberg-Erlenstegen | Bayern              | Shell-Ladestation        | Baudenkmal    |
| Rüsselsheim          | Hessen              | Kfz-Prüfstelle           | Kulturdenkmal |

#### Caltex-Raffinerie Raunheim
Zudem betrieb das Unternehmen ab den 1960er Jahren die Caltex-Raffinerie in Raunheim (Hessen) mit großem Tanklager, die an die Rhein-Main-Rohrleitung (RMR) angeschlossen war. Das Betriebsgelände befand sich direkt neben der A 3. Die Raffinerie wurde später von der RWE Dea übernommen. Nachdem die Anlagen länger außer Betrieb waren, erwarb im Jahr 2004 die Fraport das Gelände.

## Sonstiges
1987 kollidierte der für Caltex Philippines fahrende Tanker Vector mit der Fähre Doña Paz. Beide Schiffe gerieten in Brand und sanken. Dabei starben 4317 Menschen. 